# Ngộ độc digoxin
Nhiễm độc digoxin, hay còn gọi là ngộ độc digoxin, là một loại ngộ độc xảy ra ở những người dùng quá nhiều thuốc digoxin hoặc ăn thực vật (foxglove) có chứa một chất tương tự. Các triệu chứng thường là mơ hồ. Chúng có thể bao gồm nôn mửa, chán ăn, nhầm lẫn, mờ mắt, thay đổi nhận thức màu sắc và giảm năng lượng. Các biến chứng tiềm ẩn bao gồm nhịp tim không đều, có thể quá nhanh hoặc quá chậm.
Độc tính có thể xảy ra trong một khoảng thời gian ngắn sau khi dùng quá liều hoặc dần dần trong quá trình điều trị lâu dài. Các yếu tố nguy cơ bao gồm kali thấp, magiê thấp và calci cao. Digoxin là một loại thuốc dùng cho suy tim hoặc rung tâm nhĩ. Điện tâm đồ là một phần thông thường của chẩn đoán. Nồng độ trong máu chỉ hữu ích hơn sáu giờ sau liều cuối cùng.
Than hoạt tính có thể được sử dụng nếu nó có thể được đưa ra trong vòng hai giờ sau khi người dùng thuốc. Atropine có thể được sử dụng nếu nhịp tim chậm trong khi magiê sulfat có thể được sử dụng ở những người bị co thắt tâm thất sớm. Điều trị độc tính nặng là bằng các mảnh kháng thể đặc hiệu với digoxin. Việc sử dụng nó được khuyến nghị ở những người bị rối loạn nhịp tim nghiêm trọng, bị ngừng tim hoặc có kali lớn hơn 5 mmol/L. Kali hoặc magnesi trong máu thấp cũng cần được điều chỉnh. Độc tính có thể tái phát trong vòng vài ngày sau khi điều trị.
Ở Úc vào năm 2012 đã có khoảng 140 trường hợp được ghi nhận. Con số này đã giảm 1/2 kể từ năm 1994 do việc sử dụng digoxin giảm. Tại Hoa Kỳ, 2500 trường hợp ngộ độc đã được báo cáo vào năm 2011 dẫn đến 27 trường hợp tử vong. Chứng ngộ độc này được William Withering mô tả lần đầu tiên vào năm 1785.

## Dấu hiệu và triệu chứng
Ngộ độc digoxin thường được chia thành ngộ độc cấp tính hoặc mãn tính. Trong cả hai loại ngộ độc này, ảnh hưởng đến tim là mối quan tâm lớn nhất. Khi ăn phải và ngộ độc cấp tính, các triệu chứng như buồn nôn, chóng mặt và nôn mửa là nổi bật. Mặt khác, các triệu chứng không đặc hiệu là chủ yếu trong nhiễm độc mãn tính. Những triệu chứng này bao gồm mệt mỏi, khó chịu và rối loạn thị giác.
Các triệu chứng cổ điển của ngộ độc digoxin là buồn nôn, nôn, đau bụng, nhức đầu, chóng mặt, nhầm lẫn, mê sảng, rối loạn thị lực (mờ mắt hoặc vàng). Nó cũng liên quan đến rối loạn tim bao gồm nhịp tim không đều, nhịp nhanh thất, rung tâm thất, khối trung tâm và khối AV.